# Gabriel Velarde Álvarez
Gabriel Velarde Álvarez (Ayacucho, siglo XIX-Lima, siglo XX) fue un militar y político peruano. Fue diputado por Huanta (1907-1913) y ministro de Guerra durante el Oncenio de Leguía (1920-1921).

## Biografía
Natural de la ciudad de Ayacucho, pertenecía a una destacada familia ligada a la política. Luego de cursar sus estudios escolares en su ciudad natal, se enlistó en las tropas del general Andrés A. Cáceres durante la campaña de la Breña contra los invasores chilenos.
Hizo su carrera militar comenzando de alférez de caballería, hasta llegar al alto grado de general. Fue segundo jefe del batallón “2 de Mayo”, cuyo comandante era Enrique Varela Vidaurre. Fue luego comandante general de Región en Lima y en el Sur, y miembro del Consejo de oficiales generales. Por Resolución Legislativa N.º 4451 fue ascendido a general de Brigada. 
En 1907, durante el primer gobierno de José Pardo y Barreda, fue elegido diputado por la provincia de Huanta, en las elecciones por la renovación del tercio parlamentario. En el parlamento adoptó una posición independiente. Fue miembro de la Comisión de Guerra y participó en el debate sobre el tipo de fusil de guerra que se debía adoptar para el ejército, así como sobre las reformas de las leyes orgánicas militares.
En 1913 se lanzó, junto con Federico Elguera, como candidato por una senaduría de Ayacucho, pero el proceso electoral fue anulado por la Corte Suprema.

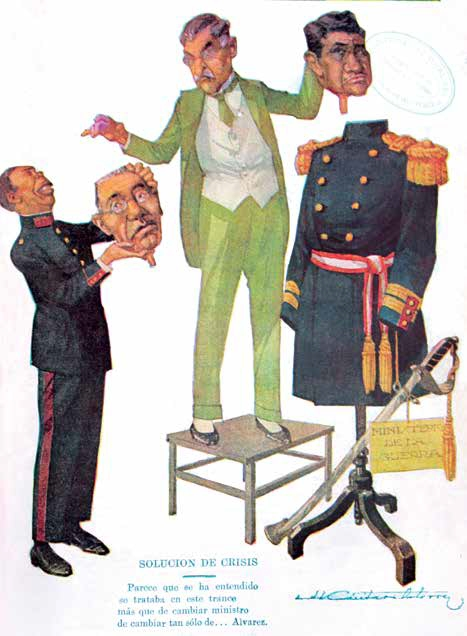
Caricatura de Alcántara Latorre, que apareció en la revista Variedades, el 20 de marzo de 1920, aludiendo al nombramiento de Gabriel Velarde Álvarez como ministro de Guerra en reemplazo del coronel Gerardo Álvarez: “SOLUCIÓN DE CRISIS. Parece que se ha entendido se trataba en este trance más que de cambiar ministro de cambiar tan solo de... Álvarez.”

En marzo de 1920, durante el gobierno de Augusto Leguía, fue nombrado ministro de Guerra, en reemplazo del coronel Gerardo Álvarez. Fue el segundo ministro de ese portafolio después de la división del antiguo ministerio de Guerra y Marina, cuando se creó el ministerio de Marina como ente separado. Pero su gestión duró solo un año, teniendo que renunciar debido a los ataques que desde el Senado le hacía el parlamentario Miguel Grau Cavero.